# Xserve RAID
Xserve RAID представляет собой устройство массового хранения данных, созданное Apple Inc. Xserve RAID поддерживает до 14 Ultra-ATA жестких дисков с возможностью горячей замены и имеет емкость в 10,5 ТБ при заполнении 750 ГБ модулями. Xserve RAID поддерживает уровни RAID 0, 0 + 1, 1, 3 и 5 аппаратно, гибридные уровни RAID, такие как 10 и 50, могут быть созданы программно. Устройство помещается телекомуникационную стойку, его высота — 3U.
Хотя Xserve RAID содержит 14 дисков, они разделены на две независимые группы по 7 дисков каждый, управляемых идентичным контроллером RAID. Важно отметить, что контроллеры были независимыми, но не избыточными; каждый из них управлял семью из четырнадцати дисков массива. При отказе одного из контроллеров управляемые им 7 дисков становились недоступными. Xserve RAID, однако, имеет резервные блоки охлаждения и блоки питания. Xserve RAID имел два порта Fibre Channel для обычной передачи данных, порт Ethernet 10/100 для удаленного управления и последовательный порт для связи с ИБП по простому протоколу сигнализации.
Apple позиционировала Xserve RAID в основном как дополнение к Xserve в файловых серверах и приложениях с выскопроизводительными техническими вычислениями. Дисковые массивы также могли быть полезны в некоторых профессиональных средах, таких как нелинейный монтаж. Также Apple сертифицировала Xserve RAID для использования с серверами других производителей, например, работающих под управлением Windows Server 2003 или RHEL. Из-за кроссплатформенности пользователям не нужно иметь Mac для администрирования Xserve RAID. Apple предоставляла CD-ROM, содержащий Xserve RAID Admin Tools, Java-приложение, запускаемое на всех популярных ОС.
Xserve RAID был доступен в моделях стоимостью от 5999 долларов США до 12999 долларов США, а также с опциями конфигурации и поддержки.
Выпуск Xserve RAID прекращен 19 февраля 2008 года. Он был заменен Promise VTrak E-класса RAID-подсистемой.

## История
Xserve RAID
- Выпускались: февраль 2003 - январь 2004
- Модели: M8668, M8669, M8670
- Два независимых контроллера RAID, каждый с:
  - одним портом HSSDC2 Fibre Channel
  - одним последовательным портом DB-9 для систем бесперебойного питания
  - один интерфейс 10/100BASE-T Ethernet для удаленного управления
- 14 независимых каналов/отсеков для привода Apple ATA100
- Поддержка 180 ГБ PATA

Xserve RAID (SFP)
- Выпускались: янв 2004 - окт 2004
- Модели: M9721, MA208
- Два независимых контроллера RAID, каждый с:
  - одним 2 ГБ Fibre Channel SFP портом с пропускной способностью 200 МБ/с
  - одним последовательным портом DB-9 для систем бесперебойного питания
  - один интерфейс 10/100BASE-T Ethernet для удаленного управления
- 14 независимых каналов/отсеков для привода Apple ATA100
- Поддержка 180 ГБ и 250 ГБ PATA добавлена в версии ПО 1.2.6

Xserve RAID (SFP конец 2004 г.)
- Выпускались: окт 2004 - фев 2008
- Модели: A1009
- Два независимых контроллера RAID, каждый с:
  - одним 2 ГБ Fibre Channel SFP портом с пропускной способностью 200 МБ/с
  - одним последовательным портом DB-9 для систем бесперебойного питания
  - один интерфейс 10/100BASE-T Ethernet для удаленного управления
- 14 независимых каналов/отсеков для привода Apple ATA100 100 МБ/с
- Поддержка 180 ГБ, 250 ГБ, 400 ГБ и 500 ГБ PATA добавлена в версии ПО 1.5, поддержка 750 ГБ PATA добавлена в версии ПО 1.5.1

Выпуск прекращен 19 февраля 2008 г.